# Sven-Eric Forsell
Sven-Eric Knut Forsell, född 16 juni 1920 i Göteborg, död 31 maj 2011 i Södra Sotenäs församling, var en svensk handbollsspelare.
Forsell spelade back, motsvarande nutida niometersspelare.

## Karriär

### Klubblagsspel
Sven-Eric Forsell växte upp i Majorna i Göteborg. Han spelade fotboll i småklubben Godhem, men det var handbollen som intresserade honom mest. 17 år gammal fick Sven-Eric plats i Majornas IK:s A-lag. Göteborg hade 1937 ingen handbollshall, utan Majorna spelade i en före detta bryggerilada. I och med att handbollen var en vintersport var det två grader varmt och publiken stod med halmtofflor på för att ej frysa sönder. Musklerna blev stela i kylan. Spelarersättningen var obefintlig. "Fem kronor fick man i traktamente när vi åkte långt med tåg, smörgåsar hade vi med hemifrån", enligt Forsell. En match Forsell själv mindes var i Kungliga hallen i Stockholm där man mötte Göta. Kung Gustaf V var en av åskådarna, den första handbollsmatch kungen sett. Samtidigt som Forsell spelade med Majorna tränade han AIK. Dagens handboll är för hård tyckte Forsell. Själv fick han bara en utvisning på 2 minuter för protest i hela sin karriär. I slutet av sin karriär spelade Forsell några år för AIK som han tränade.

### Landskamper
Sven-Eric Forsell spelade, åren 1938 till 1947, 16 landskamper och 2 pressmatcher för Sverige. Hans starkaste minne från landslaget var resorna till Bukarest, Katowice och Breslau för landskamper 1939 när krigshotet sänkte sig över Nordeuropa. Tågresorna tog lång tid med många kontroller. Längsta resan gjorde han 1939 med landslaget till Rumänien där han spelade en landskamp utomhus mot Rumänien. Forsell spelade 8 utomhuslandskamper (ett mål) och förlorade 7 av dem. Hans sista landskamp ute vann Sverige 1943 över Danmark i Helsingör med 11-5. Landslagsdebuten inomhus var 1939 i Breslau mot Tyskland, som Sverige förlorad 7-16. Forsell gjorde 10 landskamper inomhus (tre mål). Sista landskampen spelade han 1947 hemma i Göteborg mot Danmark i en svensk seger med 9-4. Sven-Eric Forsell är Stor Grabb.

## Meriter
- 5 SM-guld inomhus (1940, 1942, 1943, 1944 och 1945) med Majornas IK
- 2 SM-guld utomhus (1942 och 1945) med Majornas IK

## Civil karriär och släktskap
Forsell tog realen på Praktiska innan han började som hantlangare med pappan i en rörfirma. Senare utbildade han sig inom ventilationsbranschen och fick jobb på Svenska Fläktfabriken, där han hade en rad uppgifter under de 46 år han arbetade där. Bland annat var han sektionschef och verkmästare. Sven-Eric Forsell är far till Britt Forsell, svensk landslagsspelare i handboll.